# Приключения Шерлока Холмса (серия фильмов)
«Приключения Шерлока Холмса» (англ. Adventures of Sherlock Holmes, 1939—1946) — серия из 14 фильмов о приключениях Шерлока Холмса и доктора Ватсона, снятых между 1939 и 1946 годами с участием британских актёров Бэзила Рэтбоуна и Найджела Брюса.
Все четырнадцать фильмов были чёрно-белыми. Первые два сняты кинокомпанией 20th Century Fox, а остальные — Universal.

## Довоенный период
В 1939 году был снят фильм «Собака Баскервилей», и кинокомпания 20th Century Fox не планировала снимать его продолжения. Только неожиданный успех первого фильма привёл к выпуску фильма «Приключения Шерлока Холмса». Компания 20th Century Fox решила больше не выпускать фильмов о Шерлоке Холмсе.
Только спустя два года после выхода фильма «Приключения Шерлока Холмса» компания Universal приобрела права на дальнейшие съёмки фильмов серии. С Бэзилом Рэтбоуном (Шерлок Холмс), Найджелом Брюсом (доктор Ватсон) и Мэри Гордон (миссис Хадсон) был подписан контракт на съёмки в течение четырёх лет.

## Военная тематика
Часть фильмов серии была выпущена во время Второй мировой войны и носила явный антинацистский характер: «Шерлок Холмс и голос ужаса», «Шерлок Холмс и секретное оружие», и «Шерлок Холмс в Вашингтоне». Действо фильмов было перенесено в 1940-е годы, и часто эти фильмы основывались на реальных событиях («Шерлок Холмс и голос ужаса», «Шерлок Холмс и секретное оружие»). Начиная с «Шерлок Холмс и секретное оружие», и все остальные фильмы ставил режиссёр Рой Уильям Нил.
Ещё пять фильмов были выпущены во время Второй мировой войны, но не имели военной тематики: «Паучиха», «Багровый коготь», «Жемчужина смерти», «Замок ужаса» и «Женщина в зелёном».
После войны было выпущено ещё три фильма: «Бегство в Алжир», «Ночной кошмар» и «Прелюдия к убийству».
Четыре фильма («Шерлок Холмс и секретное оружие», «Женщина в зелёном», «Ночной террор» и «Прелюдия к убийству») находятся в общественном достоянии.

## Постоянные персонажи
- Бэйзил Рэтбоун — Шерлок Холмс
- Найджел Брюс — доктор Ватсон
- Мэри Гордон — миссис Хадсон
- Деннис Хой — инспектор Лестрейд

## Фильмы серии
1. 1939 — Собака Баскервилей / The Hound of the Baskervilles
2. 1939 — Приключения Шерлока Холмса / Adventures of Sherlock Holmes
3. 1942 — Шерлок Холмс и голос ужаса / Sherlock Holmes and the Voice of Terror (Sherlock Holmes Saves London)
4. 1943 — Шерлок Холмс и секретное оружие / Sherlock Holmes and the Secret Weapon (Secret Weapon)
5. 1943 — Шерлок Холмс в Вашингтоне / Sherlock Holmes in Washington
6. 1943 — Шерлок Холмс перед лицом смерти / Sherlock Holmes Faces Death
7. 1944 — Паучиха / The Spider Woman (Sherlock Holmes and the Spider Woman)
8. 1944 — Багровый коготь / The Scarlet Claw (Sherlock Holmes and the Scarlet Claw)
9. 1944 — Жемчужина смерти / The Pearl of Death
10. 1945 — Замок ужаса / The House of Fear
11. 1945 — Женщина в зелёном / The Woman in Green
12. 1945 — Бегство в Алжир / Pursuit to Algiers
13. 1946 — Ночной кошмар / Terror by Night
14. 1946 — Прелюдия к убийству / Dressed to Kill (Sherlock Holmes and the Secret Code)